# Maria Ursula d'Abreu e Lencastro
Maria Ursula d'Abreu e Lencastro, född i Rio de Janeiro 1682, död efter 1714, var en portugisisk korpral. Hon tjänstgjorde i den portugisiska armén i Indien utklädd till man mellan 1700 och 1712. Hon deltog i erövringen av fästningen Amboina och dekorerades av kungen 1714.     